# Tunnel of Love (nummer van Dire Straits)
"Tunnel of Love" is een single uit 1981 van de Britse rockband Dire Straits. Het nummer verscheen voor het eerst op het album Making Movies. Verder verscheen het op de livealbums Alchemy en Live at the BBC en de greatest hits albums Money for Nothing, Sultans of Swing: The Very Best of Dire Straits en The Best of Dire Straits & Mark Knopfler: Private Investigations.
Het nummer behaalde slechts een 54ste plaats in de Britse charts. Ook in Nederland kwam het nummer niet verder dan nummer 4 in de Tipparade. Het is slechts een van de drie nummers die niet geheel door Mark Knopfler zijn geschreven.
Het beschrijft het voormalige amusementspark "The Spanish City" in Whitley Bay aan de Noordzeekust.

## NPO Radio 2 Top 2000
| Nummer met noteringen in de NPO Radio 2 Top 2000 | '00 | '01 | '02 | '03 | '04 | '05 | '06 | '07 | '08 | '09 | '10 | '11 | '12 | '13 | '14 | '15 | '16 | '17 | '18 | '19 | '20 | '21 | '22 | '23 | '24 |
| ------------------------------------------------ | --- | --- | --- | --- | --- | --- | --- | --- | --- | --- | --- | --- | --- | --- | --- | --- | --- | --- | --- | --- | --- | --- | --- | --- | --- |
| Tunnel of Love                                   | 472 | -   | 353 | 285 | 473 | 461 | 560 | 543 | 485 | 547 | 473 | 700 | 609 | 540 | 623 | 682 | 763 | 704 | 715 | 730 | 746 | 755 | 730 | 781 | 796 |

1. ↑  Een '-' betekent dat het nummer niet was genoteerd en een vetgedrukt getal geeft de hoogste notering aan.
2. ↑  2000 was het eerste jaar met een notering voor dit nummer.

Mark Knopfler · John Illsley
Guy Fletcher · Alan Clark · David Knopfler · Pick Withers · Hal Lindes · Terry Williams · Jack Sonni